# Urugvajska ženska košarkaška reprezentacija
Urugvajska ženska košarkaška reprezentacija predstavlja državu Urugvaj u međunarodnoj ženskoj košarci. Krovna organzacija je "Urugvajski košarkaški savez" (špa. Uruguaya de Federación Basquetbol).

## Međunarodna natjecanja

### Južnoameričko prvenstvo
- 2003. – 7.
- 1974. – 7.
- 1984. – 8.
- 2010. – 7.
- 2013. – 7.
- 2014. – 7.

### Panameričke igre
- 1951.:
- 1955.:
- 1959.:
- 1963.:
- 1967.:
- 1971.:
- 1975.:
- 1979.:
- 1983.:
- 1987.:
- 1991.:
- 1995.:
- 1999.:
- 2003.:
- 2007.:
- 2011.:
- 2015.:
- 2019.:

## Vanjske poveznice
- Profil Urugvaja na stranici FIBA-e (engl.)
- Federación Uruguaya de Básquetbol - službene stranice (šp.)